# Joseph Wells (Politiker)
Joseph B. Wells war ein US-amerikanischer Politiker. Zwischen 1846 und 1849 war er Vizegouverneur des Bundesstaates Illinois.

## Werdegang
Die Quellenlage über Joseph Wells ist außerordentlich schlecht. Seine Lebensdaten sind nicht überliefert. Auch über seinen Geburts- und Sterbeort gibt es in den Quellen keine Angaben. Bekannt ist, dass er im Jahr 1839 gemeinsam mit Cadwallader C. Washburn Jura studierte. Daraus kann man auf ein Geburtsdatum Anfang des 19. Jahrhunderts schließen. Möglicherweise hat er dann als Rechtsanwalt praktiziert. Politisch schloss er sich der Demokratischen Partei an.
Im Jahr 1846 wurde Wells an der Seite von Augustus French zum Vizegouverneur von Illinois gewählt. Dieses Amt bekleidete er zwischen dem 9. Dezember 1846 und dem 8. Januar 1849. Dabei war er Stellvertreter des Gouverneurs. Während seiner Amtszeit wurde im Jahr 1848 eine neue Staatsverfassung verabschiedet, die den Beginn der Amtszeiten des Gouverneurs und des Vizegouverneurs auf den zweiten Montag im Januar nach der Wahl im vorangegangenen November festlegte. Nach seiner Amtszeit verliert sich Wells Spur wieder.